# Украино-български вести
„Украино-български вести“ с подзаглавие Издание на Украино-българското дружество в София е български вестник, излязал в един брой през март 1935 година в София, България.
Отпечатан е в печатница „Художник“. Текстовете му са на български и на украински.
Вестникът си поставя за задача да допринесе за опознаване на двата братски народа. Бори се за общославянска взаимност и стои на антисъветски украински националистически позиции.
| Годишнина | Броеве | Дата      |
| --------- | ------ | --------- |
| I         | 1      | март 1935 |